# Federación de Fútbol de las Antillas Neerlandesas
La Federación de Fútbol de las Antillas Neerlandesas (en neerlandés: Nederlands Antilliaanse Voetbal Unie NAVU) fue una asociación que reagrupó los clubes de fútbol de las Antillas Neerlandesas y organizó las competiciones nacionales y los partidos internacionales de la Selección de fútbol de las Antillas Neerlandesas.
La Federación de Fútbol de las Antillas Neerlandesas fue fundada en 1921 bajo el nombre de Curaçaose Voetbalbond (CVB), tomando el nombre de Nederlands Antilliaanse Voetbal Unie (NAVU) a partir de 1954. Se afilió a la FIFA en 1932 y fue miembro de la Concacaf a partir de 1961. En 2010, tras la disolución de las Antillas Neerlandesas, la Federashon di Futbol Korsou fue designada como su sucesora.